# سیدی بختی
سیدی بختی (به عربی: سيدي بختي) یک شهرداری در الجزایر است که در استان تیارت واقع شده‌است. سیدی بختی ۷٬۲۴۷ نفر جمعیت دارد.